# هيرمان مازوركيويتش
هيرمان مازوركيويتش (بالألمانية: Hermann Mazurkiewitsch)‏ (مواليد 12 أكتوبر 1925) هو ملاكم نمساوي، مثّل بلاده في الألعاب الأولمبية الصيفية 1948.

## روابط خارجية
هيرمان مازوركيويتش على موقع أوليمبيديا (الإنجليزية)